# Coupe des nations de rink hockey 1963
Navigation
Coupe des nations 1962 Coupe des nations 1964
La Coupe des nations de rink hockey 1963 est la 37e édition de la compétition. La coupe se déroule durant le mois d'avril 1963 à Montreux.

## Déroulement
La compétition se compose d'un championnat à six équipes. Chaque équipe jouant une rencontre contre les cinq autres. Ce fonctionnement, différent de celui des deux dernières années qui avait vu l'instauration d'un championnat divisé en deux poules, revient au format antérieur d'une poule unique. Mais la diminution du nombre d'équipe à six contre huit auparavant permet de ne pas disputer de rencontres le lundi de Pâques. À l'issue de l'édition, un constat est fait par la presse qu'afin d'être compétitive les Anglais, Allemands et Italiens devraient envoyer des sélections nationales et non leur équipes championnes nationales.
Millasson et les frères Monney prennent en charges la direction des entrainements de la sélection suisse en vue de sa participation à la Coupe des Nations.
Le Portugal et l'Espagne sont représentés par des sélections nationales, tandis que l'US Triestina représente l'Italie, l'Alexandra Palace Roller Skating-Club l'Angleterre, le TSG Darmstadt l'Allemagne et traditionnellement la ville de Montreux en tant que hôte de la compétition pour la Suisse. Ces deux équipes sont composées pour le Portugal de A. Moreria, José-Vaz Guedes, Adriao, Boucos, Silva Urgeiro et A. Pareira-Livramento, alors que pour l'Espagne ses représentants sont Zabalia, Capdevilla, Parella, Fabra, Roca et Brasal.
La compétition est évoquée sur les ondes de la Sottens, suisse romande, tandis que Martial Blanc couvre l'évènement pour la Gazette de Lausanne.
Le Portugal joue le match d'ouverture et de clôture respectivement contre l'Angleterre et l'Espagne. Ce match de clôture oppose ainsi les deux grands favoris pour le titre. Le challenge hispanica est remis en jeu à la suite de sa création lors de l'édition 1962.
Lors de la « finale » un tir portugais frappant la tête du gardien en pleine tête le fit sortir définitivement du terrain. À la suite de cet incident, les Espagnols augmentèrent la rudesse du jeu ce qui envoya à son tourt le portugais Livramento à l'infirmerie. Le portugais Adriao redouble alors de coup porté sur les Espagnols en prenant le soin de le faire en dehors de champs de vision de l'arbitre italien.

## Résultats
| Rang | Équipe      | Pts | J | G | N | P | Bp | Bc | Diff |  | Résultats   |  |     |     |     |     |      |
| ---- | ----------- | --- | - | - | - | - | -- | -- | ---- |  | ----------- |  | --- | --- | --- | --- | ---- |
| 1    | Portugal    | 15  | 5 | 5 | 0 | 0 | 33 | 4  | +29  |  | Portugal    |  | 2-0 | 8-2 | 8-1 | 4-1 | 11-0 |
| 2    | Espagne     | 13  | 5 | 4 | 0 | 1 | 13 | 8  | +5   |  | Espagne     |  |     | 3-1 | 3-2 | 2-1 | 5-2  |
| 3    | Montreux HC | 10  | 5 | 2 | 1 | 2 | 17 | 15 | +2   |  | Montreux HC |  |     |     | 7-0 | 2-2 | 5-2  |
| 4    | Allemagne   | 9   | 5 | 2 | 0 | 3 | 7  | 20 | -13  |  | Allemagne   |  |     |     |     | 1-0 | 3-2  |
| 5    | Italie      | 8   | 5 | 1 | 1 | 3 | 8  | 11 | -3   |  | Italie      |  |     |     |     |     | 4-2  |
| 6    | Angleterre  | 5   | 5 | 0 | 0 | 5 | 8  | 28 | -20  |  | Angleterre  |  |     |     |     |     |      |

## Classement final
| Vainqueur du tournoi de Montreux 1963 |
| ------------------------------------- |
| Portugal 6°                           |